# Чънар (квартал в Багджълар)
„Чънар“ (на турски: Çınar) е квартал на Истанбул, разположен в околия Багджълар. Общата му площ е 0,55 км2. Според данни на Адресната система за регистриране на населението (ABPRS) към 2023 г. населението на „Чънар“ е 33 398 жители.